# Список маркизатов Британских островов
Ниже приведён список всех маркизатов, существующие, угасших, спящих, находящийся в состоянии неопределённости или конфискованных в пэрствах Англии, Шотландии, Ирландии, Великобритании и Соединённого королевства.
Титул маркиза Дублинского, который, возможно, лучше всего охарактеризовать как англо-ирландский титул, был первым, созданным в 1385 году, но, как и следующие несколько возведений в достоинство пэра, этот титул вскоре был конфискован. Титул маркиза Пембрук, созданный в 1532 году Генрихом VIII для Анны Болейн, является первым английским наследственным пэрством, предоставленным женщине по собственному праву (в патенте именуемой «маркиза»). Английский титул маркиза Уинчестера, созданный в 1551 году, является самым ранним из сохранившихся, как первый маркиз Англии. Титул долгое время оставался менее распространенным, и в вечер коронации королевы Виктории в 1838 году премьер-министр лорд Мельбурн объяснил ей (из ее дневников):
Я разговаривала с лд. М. (лордом Мельбурном) о количестве пэров, присутствующих на коронации, и он сказал, что это беспрецедентно. Я заметила, что там было очень мало виконтов, на что он ответил: «Виконтов очень мало», так как это старый вид титула, и не совсем английский, что они пришли из вице-графов и что герцоги и бароны были единственными настоящими английскими титулами, и что маркизы также не были английскими титулами, и что люди просто делались маркизами, когда не желали, чтобы они становились герцогами.

## Маркизаты Британских островов

### Маркизаты Англии в 1385—1707 годах
Это указание на то что маркизат ныне существует
| Титул                    | Дата создания           | Род        | Состояние                                | Примечания |
| ------------------------ | ----------------------- | ---------- | ---------------------------------------- | --- |
| Маркиз Дублин            | с 1 декабря 1385 года   | Веры       | отрёкся 13 октября 1386 года             | создан герцогом Ирландии в 1386 году. Может рассматриваться ирландским пэрством. Создание только прижизненно.             |
| Маркиз Дорсет            | с 29 сентября 1397 года | Бофорты    | лишён титула 6 октября 1399 года         | также Маркиз Сомерсет |
| Маркиз Сомерсет          | с 29 сентября 1397 года | Бофорты    | лишён титула 6 октября 1399 года         | также Маркиз Дорсет |
| Маркиз Дорсет            | с 24 июня 1442 года     | Бофорты    | титул конфискован 3 апреля 1464 года     | создан герцогом Сомерсетом в 1448 году, также конфискован 1461—1463 годах                                                 |
| Маркиз Саффолк           | с 14 сентября 1444 года | де ла Поли | отказался от титула 26 февраля 1493 года | создан герцогом Саффолком в 1448 году                                                                                     |
| Маркиз Монтегю           | с 25 марта 1470 года    | Невиллы    | титул конфискован 14 апреля 1471 года    | |
| Маркиз Дорсет            | с 18 апреля 1475 года   | Греи       | титул конфискован 23 февраля 1554 года   | титул конфискован между 1483 и 1485 годами, создан герцогом Саффолком в 1551 году                                         |
| Маркиз Беркли            | с 28 января 1489 года   | Беркли     | титул угас 14 февраля 1492 года          | |
| Маркиз Эксетер           | с 18 июня 1525 года     | Кортни     | титул конфискован 9 января 1539 года     | |
| Маркиз Пембрук           | с 1 сентября 1532 года  | Болейн     | титул конфискован 19 мая 1536 года       | держатель был королевой-консортом с 1533 года по 1536 год                                                                 |
| Маркиз Нортгемптон       | с 16 февраля 1547 года  | Парры      | титул угас 28 октября 1571 года          | титул конфискован в 1554 — 13 января 1559 годах                                                                           |
| Маркиз Уинчестер         | с 11 октября 1551 года  | Паулеты    | титул существует в наше время            | создан герцогом Болтоном в 1689 году, этот титул угас в 1794 году                                                         |
| Маркиз Бекингем          | с 1 января 1618 года    | Вилльерсы  | титул угас 1 апреля 1687 года            | создан герцогом Бекингемом в 1623 году                                                                                    |
| Маркиз Хартфорд          | с 3 июня 1641 года      | Сеймуры    | титул угас 29 апреля 1675 года           | восстановлен титул герцога Сомерсет в 1660 году                                                                           |
| Маркиз Вустер            | со 2 марта 1643 года    | Сомерсеты  | титул существует в наше время            | создан герцогом Бофортом в 1682 году                                                                                      |
| Маркиз Ньюкасл-апон-Тайн | с 27 октября 1643 года  | Кавендиши  | титул угас 26 июля 1691 года             | создан герцогом Ньюкасл-апон-Тайн в 1665 году                                                                             |
| Маркиз Дорчестер         | с 25 марта 1645 года    | Пьерпонты  | титул угас 8 декабря 1680 года           | |
| Маркиз Галифакс          | с 17 августа 1682 года  | Севиллы    | титул угас 31 августа 1700 года          | |
| Маркиз Поуис             | с 24 марта 1687 года    | Герберты   | титул угас 8 марта 1748 года             | |
| Маркиз Кармартен         | с 9 апреля 1689 года    | Осборны    | титул угас 20 марта 1964 года            | создан герцогом Лидсом в 1694 году                                                                                        |
| Маркиз Харидж            | с 10 апреля 1689 года   | Шомберги   | титул угас 5 июля 1719 года              | вспомогательный титул герцога Шомберга, а также герцога Лейнстера в Ирландии с 1693 года                                  |
| Маркиз Алтон             | с 30 апреля 1694 года   | Толботы    | титул угас 1 февраля 1718 года           | вспомогательный титул герцога Шрусбери                                                                                    |
| Маркиз Норманби          | с 10 мая 1694 года      | Шеффилды   | титул угас 30 октября 1735 года          | создан герцогом Бекингемом и Норменби в 1703 году                                                                         |
| Маркиз Тэвисток          | с 11 мая 1694 года      | Расселы    | титул существует в наше время            | вспомогательный титул герцога Бедфорда                                                                                    |
| Маркиз Хартингтон        | с 12 мая 1694 года      | Кавендиши  | титул существует в наше время            | вспомогательный титул герцога Девоншира                                                                                   |
| Маркиз Клэр              | с 14 мая 1694 года      | Холлсы     | титул угас 15 июля 1711 года             | вспомогательный титул герцога Ньюкасла                                                                                    |
| Маркиз Блэндфорд         | с 14 декабря 1702 года  | Черчилли   | титул существует в наше время            | вспомогательный титул герцога Мальборо                                                                                    |
| Маркиз Крэнби            | с 29 марта 1703 года    | Мэннерсы   | титул существует в наше время            | вспомогательный титул герцога Ратленда                                                                                    |
| Маркиз Монтермер         | с 14 апреля 1705 года   | Монтегю    | титул угас в 1749 году                   | вспомогательный титул герцога Монтегю                                                                                     |
| Маркиз Кембридж          | с 9 ноября 1706 года    | Вельфы     | объединён с короной 11 июня 1727 года    | вспомогательный титул герцога Кембриджского, а также принца Уэльского, герцога Корнуольского и герцога Ротсея с 1714 года |
| Маркиз Кент              | с 14 ноября 1706 года   | Греи       | титул угас 5 июня 1740 года              | создан герцогом Кентом в 1710 году; создан маркизом Греем в 1740 году                                                     |
| Маркиз Линдси            | с 21 декабря 1706 года  | Берти      | титул угас 8 февраля 1809 года           | создан герцогом Анкастером и Кественом в 1715 году                                                                        |
| Маркиз Дорчестер         | с 23 декабря 1706 года  | Пьерпонты  | титул угас 23 сентября 1773 года         | создан герцогом Кингстоном-апон-Хэллом в 1715 году                                                                        |

### Маркизаты Шотландии в 1488—1707 годах
Ныне существующие маркизаты
| Титул                     | Дата создания          | Род                    | Состояние                              | Примечания |
| ------------------------- | ---------------------- | ---------------------- | -------------------------------------- | --- |
| Маркиз Ормонд             | с 28 января 1488 года  | Стюарты                | титул угас 17 января 1504 года         | Второстепенный титул герцога Росса. |
| Маркиз Файф               | с 12 мая 1567 года     | Хепберны               | титул конфискован 29 декабря 1567 года | Второстепенный титул герцога Оркни. |
| Маркиз Гамильтон          | с 17 апреля 1599 года  | Гамильтоны             | титул угас 12 сентября 1651 года       | Создан герцогом Гамильтоном в 1643 году. |
| Маркиз Хантли             | с 17 апреля 1599 года  | Гордоны                | существует                             | Создан герцогом Гордоном в 1684 году, титул которого угас в 1836 году.                                                                                              |
| Маркиз Ормонд             | с 23 декабря 1600 года | Стюарты                | объединён с короной 27 марта 1625 года | Второстепенный титул герцога Олбани; создан герцогом Йоркским в Англии в 1605 году; также принц Уэльский, герцог Корнуольский и герцог Ротсей с 1612 года.          |
| Маркиз Уигтаун            | с 1602 года            | Стюарты                | титул угас в 1602 году                 | Второстепенный титул герцога Кинтайра и Лорна. |
| Маркиз Дуглас             | с 14 июня 1633 года    | Дугласы                | существует                             | Создан герцогом Дугласом в 1703 году, титул которого угас в 1761 году, а также герцог Гамильтон и герцог Брендон с 1761 года.                                       |
| Маркиз Аргайл             | с 15 ноября 1641 года  | Кэмпбеллы              | титул конфискован 27 мая 1661 года     | |
| Маркиз Клайдсдейл         | с 12 апреля 1643 года  | Гамильтоны             | существует                             | Второстепенный титул герцога Гамильтона |
| Маркиз Монтроз            | с 6 мая 1644 года      | Грэмы                  | существует                             | Создан герцогом Монтрозом в 1707 году. |
| Маркиз Марч               | с 1 мая 1672 года      | Мэйтленды              | титул угас 24 августа 1682 года        | Второстепенный титул герцога Лодердейла |
| Маркиз Атолл              | с 17 февраля 1676 года | Мюрреи                 | существует                             | Создан герцогом Атоллом в 1703 году |
| Маркиз Бэмбрейч           | с 29 мая 1680 года     | Лесли                  | титул угас 27 июля 1681 года           | Второстепенный титул герцога Роутса |
| Маркиз Куинсберри         | с 11 февраля 1682 года | Дугласы                | существует                             | Создан герцогом Куинсберри в 1684 году. Титулы были разделены в 1711—1715 годах и снова после 1810 года                                                             |
| Маркиз Дамфрисшир         | с 3 ноября 1684 года   | Дугласы                | существует                             | Второстепенный титул герцога Куинсберри; также маркиз Куинсберри в 1684—1711 годах и 1715—1810 годах; также герцог Баклю с 1810 года.                               |
| Маркиз Хантли             | с 3 ноября 1684 года   | Гордоны                | титул угас 28 мая 1836 года            | Второстепенный титул герцога Гордона; также маркиз Хантли креации 1599 года.                                                                                        |
| Маркиз Твиддэйл           | с 17 декабря 1694 года | Хэи                    | существует                             | |
| Маркиз Кинтайр и Лорн     | с 23 июня 1701 года    | Кэмпбеллы              | существует                             | Второстепенный титул герцога Аргайла; создан герцогом Гринвичем в Великобритании в 1719—1743 годах; создан герцогом Аргайлом в Соединённом королевстве в 1892 году. |
| Маркиз Лотиан             | с 23 июня 1701 года    | Керры                  | существует                             | |
| Маркиз Аннандейл          | с 24 июня 1701 года    | Джонстон/Ванден Бемпде | спящий с 29 апреля 1792 года           | |
| Маркиз Ангус и Абернети   | с 10 апреля 1703 года  | Дугласы                | титул угас в 1761 году                 | Второстепенный титул герцогоа Дугласа. |
| Маркиз Туллибардин        | с 30 июня 1703 года    | Мюрреи                 | существует                             | Второстепенный титул герцога Атолла; также маркиз Атолл. |
| Маркиз Грэм и Бьюкенен    | с 24 апреля 1707 года  | Грэмы                  | существует                             | Второстепенный титул герцога Монтроза. |
| Маркиз Боумонт и Кессфорд | с 25 апреля 1707 года  | Кары                   | существует                             | Второстепенный титул герцога Роксбурга. |

### Маркизаты Великобритании в 1707—1801 годах
Это указание на то что маркизат ныне существует
| Титул               | Дата создания          | Род                    | Состояние                                | Примечания |
| ------------------- | ---------------------- | ---------------------- | ---------------------------------------- | --- |
| Маркиз Беверли      | с 26 мая 1708 года     | Дугласы                | титул угас 22 октября 1778 года          | второстепенный титул герцога Дувра, который также был герцогом Куинсберри и маркиз Дамфрисшир в Шотландии; также маркиз Куинсберри в 1684-1711 годах и 1715-1810 годах |
| Маркиз Уортон       | с 15 февраля 1715 года | Уортоны                | титул угас 31 мая 1731 года              | также маркиз Малмсбери и маркиз Катерло в Ирландии; создан герцогом Уортоном в 1718 году |
| Маркиз Малмсбери    | с 15 февраля 1715 года | Уортоны                | титул угас 31 мая 1731 года              | также маркиз Уортон и маркиз Катерло в Ирландии; создан герцогом Уортоном в 1718 году |
| Маркиз Клэр         | с 11 августа 1715 года | Пелэм-Холлсы           | титул угас в 1768 году                   | второстепенный титул герцога Ньюкасл-апон-Тайн |
| Маркиз Тичфилд      | с 6 июля 1716 года     | Бентинк                | титул угас 30 июля 1990 года             | второстепенный титул герцога Портленда |
| Маркиз Карнарвон    | с 29 апреля 1719 года  | Бриджи                 | титул угас 29 сентября 1789 года         | второстепенный титул герцога Чандоса |
| Маркиз Брэкли       | с 18 июня 1720 года    | Эгертон                | титул угас 8 марта 1803 года             | второстепенный титул герцога Бриджуотера |
| Маркиз острова Или  | с 26 июля 1726 года    | Вельфы                 | объединён с короной 25 октября 1760 года | второстепенный титул герцога Эдинбургского; также принца Уэльского с 1727 года; также герцога Корнуольского в Англии и герцога Ротсея в Шотландии в 1727-1751 годах. Маркизат, по-видимому, был ошибочно опубликован в официальном бюллетене, как маркиз острова Уайт хотя маркизу острова Или был предназначен титул. В более поздних изданиях London Gazette герцога называют маркизом острова Или. |
| Маркиз Беркхэмпстед | с 27 июля 1726 года    | Вельфы                 | титул угас 31 октября 1765 года          | второстепенный титул герцога Камберленда |
| Маркиз Грей         | с 19 мая 1740 года     | Греи                   | титул угас 19 января 1797 года           | также герцог Кент до 1740 года, когда этот титул угас; принят специальный патент для своей внучке |
| Маркиз Рокингем     | с 19 апреля 1746 года  | Уотсон-Уэнтуорт        | титул угас 2 июля 1782 года              | |
| Маркиз Монтермер    | с 5 ноября 1766 года   | Монтегю                | титул угас 23 мая 1790 года              | второстепенный титул герцога Монтегю |
| Маркиз Бекингем     | с 4 декабря 1784 года  | Темпл-Наджент-Гренвилл | титул угас 26 марта 1889 года            | создан герцогом Бекингем и Чандос в 1822 году |
| Маркиз Лансдаун     | с 6 декабря 1784 года  | Петти-Фицморисы        | титул существует в наше время            | |
| Маркиз Стаффорд     | с 1 марта 1786 года    | Левесон-Гауэр          | титул существует в наше время            | создан герцогом Сазерлендом в 1833 году |
| Маркиз Таунсенд     | с 31 октября 1787 года | Таунсенды              | титул существует в наше время            | |
| Маркиз Солсбери     | с 18 августа 1789 года | Сесилы                 | титул существует в наше время            | |
| Маркиз Бат          | с 24 августа 1789      | Финне                  | титул существует в наше время            | |
| Маркиз Аберкорн     | с 15 октября 1790 года | Гамильтоны             | титул существует в наше время            | создан герцогом Аберкорном в Ирландии в 1868 году |
| Маркиз Корнуоллис   | с 8 октября 1792 года  | Корнуоллисы            | титул угас 9 августа 1823 года           | |
| Маркиз Хартфорд     | с 5 июля 1793 года     | Сеймур-Конвеи          | титул существует в наше время            | |
| Маркиз Бьют         | с 21 марта 1796 года   | Стюарты                | титул существует в наше время            | |

### Маркизаты Ирландии в 1642—1825 годах
Это указание на то что маркизат ныне существует
| Титул              | Дата создания          | Род              | Состояние                        | Примечания |
| ------------------ | ---------------------- | ---------------- | -------------------------------- | --- |
| Маркиз Ормонд      | с 30 августа 1642 года | Батлеры          | титул угас 17 декабря 1758 года  | создан герцогом Ормонд в 1661 году и герцогом Ормонд в пэрстве Англии в 1682 году, английское герцогство было лишено прав в 1715 году; титул не использовался третьим герцогом в 1745-1758 годах. |
| Маркиз Антрим      | с 26 января 1645 года  | Макдоннелы       | титул угас 3 февраля 1682 года   | |
| Маркиз Клэнрикэрд  | с 21 февраля 1646 года | Бёрки            | титул угас в июле 1657 года      | |
| Маркиз Катерло     | с 7 января 1715 года   | Уортоны          | титул угас 31 мая 1731 года      | создан маркизом Уортоном и маркизом Малмсбери в пэрстве Великобритании позднее в 1715 году. Создан герцогом Уортоном в 1718 году.                                                                 |
| Маркиза Данганнон  | с 18 июля 1716 года    | Шуленберг        | титул угас 10 мая 1743 года      | второстепенный титул герцогини Мюнстер; создана герцогиней Кендал в пэрстве Великобритании в 1719 году; только пожизненное пэрство.                                                               |
| Маркиз Килдэр      | с 3 марта 1761 года    | FitzGerald       | титул существует в наше время    | создан герцогом Лейнстером в 1766 году |
| Маркиз Клэнрикэрд  | с 17 августа 1789 года | де Бург-Каннинги | титул угас 8 декабря 1797 года   | |
| Маркиз Антрим      | с 18 августа 1789 года | Макдоннелы       | титул угас 29 июля 1791 года     | |
| Маркиз Уотерфорд   | с 19 августа 1789 года | Бересфорды       | титул существует в наше время    | |
| Маркиз Дауншир     | с 20 августа 1789 года | Хиллы            | титул существует в наше время    | |
| Маркиз Донегол     | с 27 июня 1791 года    | Чичестеры        | титул существует в наше время    | |
| Маркиз Дроэда      | с 5 июля 1791 года     | Муры             | титул угас 29 июня 1892 года     | |
| Маркиз Уэлсли      | со 2 декабря 1799 года | Уэлсли           | титул угас 26 сентября 1842 года | |
| Маркиз Хедфорт     | с 29 декабря 1800 года | Тейлуры          | титул существует в наше время    | |
| Маркиз Слайго      | с 29 декабря 1800 года | Брауны           | титул существует в наше время    | |
| Маркиз Томонд      | с 29 декабря 1800 года | О'Brien          | титул угас 3 июля 1855 года      | |
| Маркиз Или         | с 29 декабря 1800 года | Тоттенхэмы       | титул существует в наше время    | |
| Маркиз Лондондерри | с 13 января 1816 года  | Stewart          | титул существует в наше время    | |
| Маркиз Конингэм    | 22 января 1816 года    | Конингэмы        | титул существует в наше время    | |
| Маркиз Ормонд      | с января 1816 года     | Батлеры          | титул угас 10 августа 1820 года  | |
| Маркиз Уэстмит     | с 12 января 1822 года  | Надженты         | титул угас 5 мая 1871 года       | |
| Маркиз Ормонд      | с 5 октября 1825 года  | Батлеры          | титул угас 25 октября 1997 года  | |
| Маркиз Клэнрикэрд  | с 26 ноября 1825 года  | де Бург-Каннинги | титул угас 12 апреля 1916 года   | |
| Маркиз Гамильтон   | с 10 августа 1868 года | Гамильтоны       | титул существует в наше время    | второстепенный титул герцога Аберкорна; также маркиз Аберкорн в пэрстве Великобритании |

### Маркизаты Соединённого королевства с 1801 года
Это указание на то что маркизат ныне существует
| Титул                      | Дата создания    | Род                                     | Состояние                     | Примечания                                                                               |
| -------------------------- | ---------------- | --------------------------------------- | ----------------------------- | ---------------------------------------------------------------------------------------- |
| Маркиз Эксетер             | 4 февраля 1801   | Сесилы                                  | титул существует в наше время |                                                                                          |
| Маркиз Нортгемптон         | 7 сентября 1812  | Комптоны                                | титул существует в наше время |                                                                                          |
| Маркиз Кэмден              | 7 сентября 1812  | Пратты                                  | титул существует в наше время |                                                                                          |
| Маркиз Веллингтон          | 3 октября 1812   | Уэлсли                                  | титул существует в наше время | Создан герцогом Веллингтоном в 1814 году.                                                |
| Маркиз Дуро                | 11 мая 1814      | Уэлсли                                  | титул существует в наше время | второстепенный титул герцога Веллингтона                                                 |
| Маркиз Англси              | 4 июля 1815      | Пэджеты                                 | титул существует в наше время |                                                                                          |
| Маркиз Чамли               | 22 ноября 1815   | Чамли                                   | титул существует в наше время |                                                                                          |
| Маркиз Гастингс            | 13 февраля 1817  | Роудон-Гастингсы                        | титул угас 10 ноября 1868     |                                                                                          |
| Маркиз Эйлсбери            | 17 июля 1821     | Браднелл-Брюсы                          | титул существует в наше время |                                                                                          |
| Маркиз Чандос              | 4 февраля 1822   | Темпл-Наджент-Бриджес-Чандос-Гренвиллы  | титул угас 26 марта 1889      | второстепенный титул герцога Бекингема и Чандоса                                         |
| Маркиз Бристоль            | 30 июня 1826     | Херви                                   | титул существует в наше время |                                                                                          |
| Маркиз Кливленд            | 5 октября 1827   | Вейны                                   | титул угас 21 августа 1891    | Создан герцогом Кливлендом в 1833 году.                                                  |
| Маркиз Эйлса               | 10 сентября 1831 | Кеннеди                                 | титул существует в наше время |                                                                                          |
| Маркиз Бредалбейн          | 12 сентября 1831 | Кэмпбеллы из Бредалбэйна                | титул угас 8 ноября 1862      |                                                                                          |
| Маркиз Вестминстер         | 13 сентября 1831 | Гросвеноры                              | титул существует в наше время | Создан герцогом Вестминстером в 1874 году.                                               |
| Маркиз Норманби            | 25 июня 1838     | Фипсы                                   | титул существует в наше время |                                                                                          |
| Маркиз Дальхузи            | 25 августа 1849  | Браун-Рамзи                             | титул угас 19 декабря 1860    |                                                                                          |
| Маркиз Рипон               | 23 июня 1871     | Робинсоны                               | титул угас 22 сентября 1923   |                                                                                          |
| Маркиз Абергавенни         | 14 января 1876   | Невиллы                                 | титул существует в наше время |                                                                                          |
| Маркиз Бредалбейн          | 11 июля 1885     | Кэмпбеллы из Бредалбэйна                | титул угас 19 октября 1922    |                                                                                          |
| Маркиз Дафферин и Ава      | 17 ноября 1888   | Гамильтон-Темпл-Блэквуды                | титул угас 29 мая 1988        |                                                                                          |
| Маркиз Макдафф             | 29 июля 1889     | Даффы                                   | титул угас 29 января 1912     | второстепенный титул герцога Файфа (1889 года креации), а также герцога Файф с 1900 года |
| Маркиз Шетленд             | 22 августа 1892  | Дандасы                                 | титул существует в наше время |                                                                                          |
| Маркиз Линлитгоу           | 27 октября 1902  | Хоупы                                   | титул существует в наше время |                                                                                          |
| Маркиз Кру                 | 3 июля 1911      | Кру-Милнс                               | титул угас 20 июня 1945       |                                                                                          |
| Маркиз Линкольншир         | 26 февраля 1912  | Винн-Карингтоны                         | титул угас 13 июня 1928       |                                                                                          |
| Маркиз Абердин и Темер     | 4 января 1916    | Гамильтон-Гордоны, в дальнейшем Гордоны | титул существует в наше время |                                                                                          |
| Маркиз Кембридж            | 16 июля 1917     | Кембридж                                | титул угас 16 апреля 1981     |                                                                                          |
| Маркиз Милфорд-Хейвен      | 17 июля 1917     | Маунтбеттены                            | титул существует в наше время |                                                                                          |
| Маркиз Кэрисбрук           | 18 июля 1917     | Маунтбеттены                            | титул угас 23 февраля 1960    |                                                                                          |
| Маркиз Кёрзон Кедлстонский | 28 июня 1921     | Керзоны                                 | титул угас 20 марта 1925      |                                                                                          |
| Маркиз Рединг              | 7 мая 1926       | Айзекс, в дальнейшем Руфус Айзекс       | титул существует в наше время |                                                                                          |
| Маркиз Уиллингдон          | 26 мая 1936      | Фримен-Томасы                           | титул угас 19 марта 1979      |                                                                                          |